# Григоровка (Пятихатский район)
Григоровка (укр. Григорівка) — село,
Холодиевский сельский совет,
Пятихатский район,
Днепропетровская область,
Украина.
Код КОАТУУ — 1224588004. Население по переписи 2001 года составляло 75 человек .

## Географическое положение
Село Григоровка находится на одном из истоков реки Омельник, вдоль которого село вытянуто на 6 км,
выше по течению примыкает село Ровеньки,
на расстоянии в 2 км расположено село Холодиевка.